# 歐國偉
安格斯·詹姆士·布魯斯·奧格威爵士，KCVO（英語：Sir Angus James Bruce Ogilvy，1928年9月14日—2004年12月26日），香港譯作歐國偉爵士，英國商人和貴族，是英女皇伊利沙伯二世堂妹雅麗珊郡主的夫君。
歐國偉是第十二代艾爾利伯爵的次子，早年就讀於伊頓公學和牛津大學三一學院。他在1963年4月24日於倫敦西敏寺迎娶雅麗珊郡主為妻，兩人育有一子一女，分別名詹姆士·奧格威（James Ogilvy）和馬里納·奧格威（Marina Ogilvy）。
歐國偉曾任職倫羅礦業及土地公司董事，在1970年代發生的倫羅事件（Lonrho affair）中，他被指捲入該公司違反國際間對羅德西亞實施制裁的醜聞，迫使他從公司辭職。晚年的歐國偉則全面投入慈善工作，1988年受封爵士，1997年獲奉委為樞密院顧問官。